# باتريك لان
باتريك لان (بالإنجليزية: Patrick Lane)‏ هو محامي وسياسي أمريكي، ولد في 12 مارس 1975 في كلاركسبورغ في الولايات المتحدة. حزبياً، نشط في الحزب الجمهوري.